# Wisen
Wisen es una comuna suiza del cantón de Soleura, situada en el distrito de Gösgen. Limita al norte con las comunas de Häfelfingen (BL) y Zeglingen (BL), al este con Lostorf, al sur con Trimbach y Hauenstein-Ifenthal, y al oeste con Läufelfingen (BL).
Wisen cuenta con una escuela primaria. La escuela secundaria (para bachiller más próxima queda en Trimbach, cerca de Olten. En la región, Wisen es un destino preferido turístico para hacer paseos en la naturaleza.

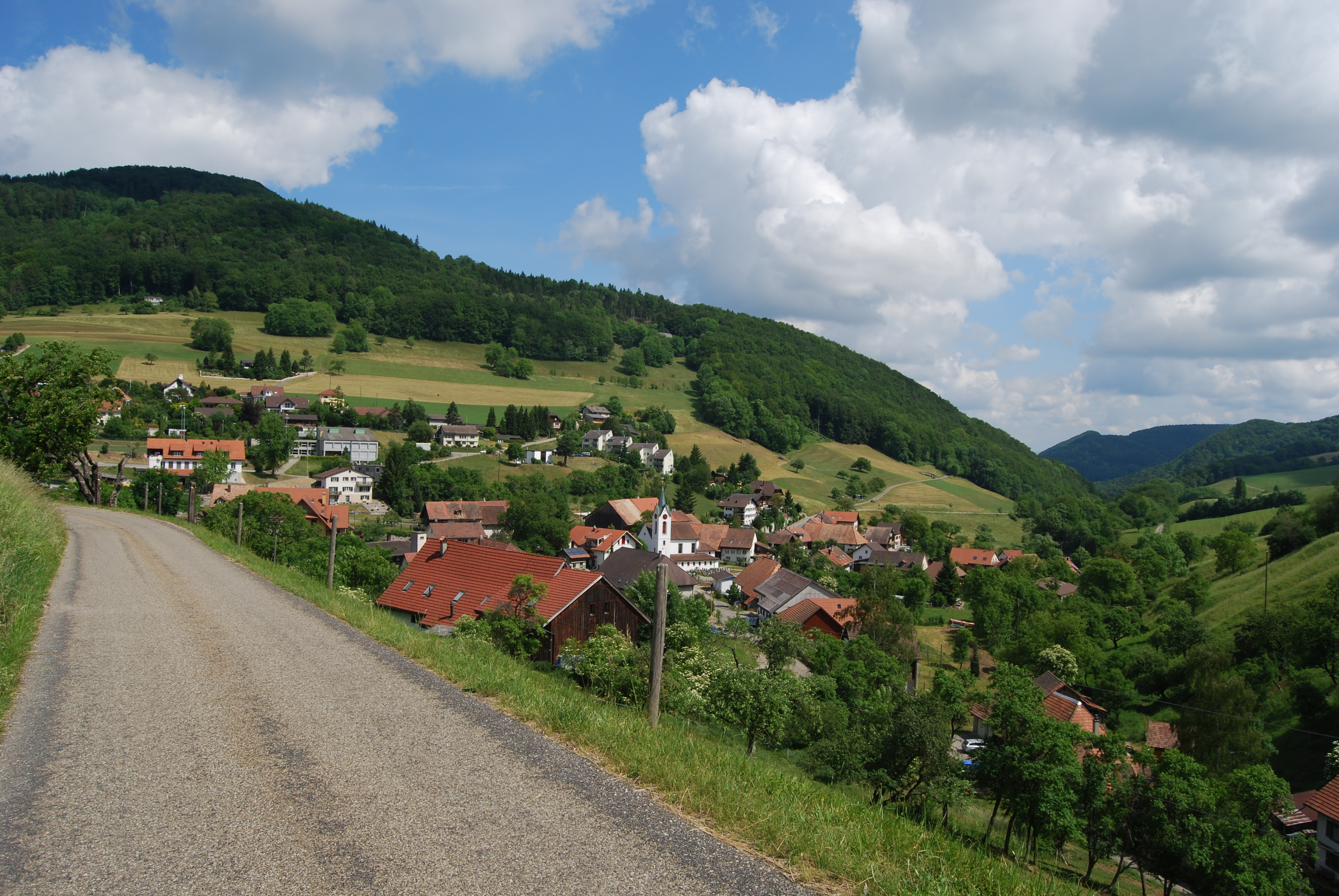
Wisen